# Phare de Punta Jandía
Pour les articles homonymes, voir Jandía (homonymie).
Le phare de Punta Jandía  est un phare situé en bout de la péninsule de Jandía, à l'extrémité sud-ouest de l'île de Fuerteventura, dans les Îles Canaries (Espagne). Il peut être confondu par le phare de Morro Jable qui se trouve 22 km plus à l'est.
Il est géré par l'autorité portuaire de Las Palmas de Gran Canaria (Autoridad Portuaria de Las Palmas).

## Histoire
Mis en service en 1864, c'est l'un des plus anciens phares des îles Canaries ; Le phare de Punta de Anaga sur Tenerife a également été ouvert la même année.
Construit dans un style similaire à d'autres phares canariens du 19e siècle, il se compose d'une maison à un seul étage blanchie à la chaux, avec une tour en roche volcanique sombre de 19 m de haut, surmontée d'une galerie et de sa lanterne. La tour est orientée face à l'océan Atlantique.
Avec une hauteur focale de 33 m au-dessus de la mer, sa lumière peut être vue jusqu'à 22 milles marins (41 km) et émet un éclair éclair toutes les quatre secondes.
L'intérieur de la maison du gardien a été transformé en centre d'interprétation du parc naturel de Jandía. Il existe cinq salles de couleurs différentes, chacune présentant des informations sur un aspect particulier de la réserve, comme sa géologie volcanique, sa végétation, ses animaux et sa vie maritime, qui comprend également des informations sur le phare.

## Identifiant
- ARLHS : CAI-040 ; ES-12210 - Amirauté : D2790 - NGA : 24024 .

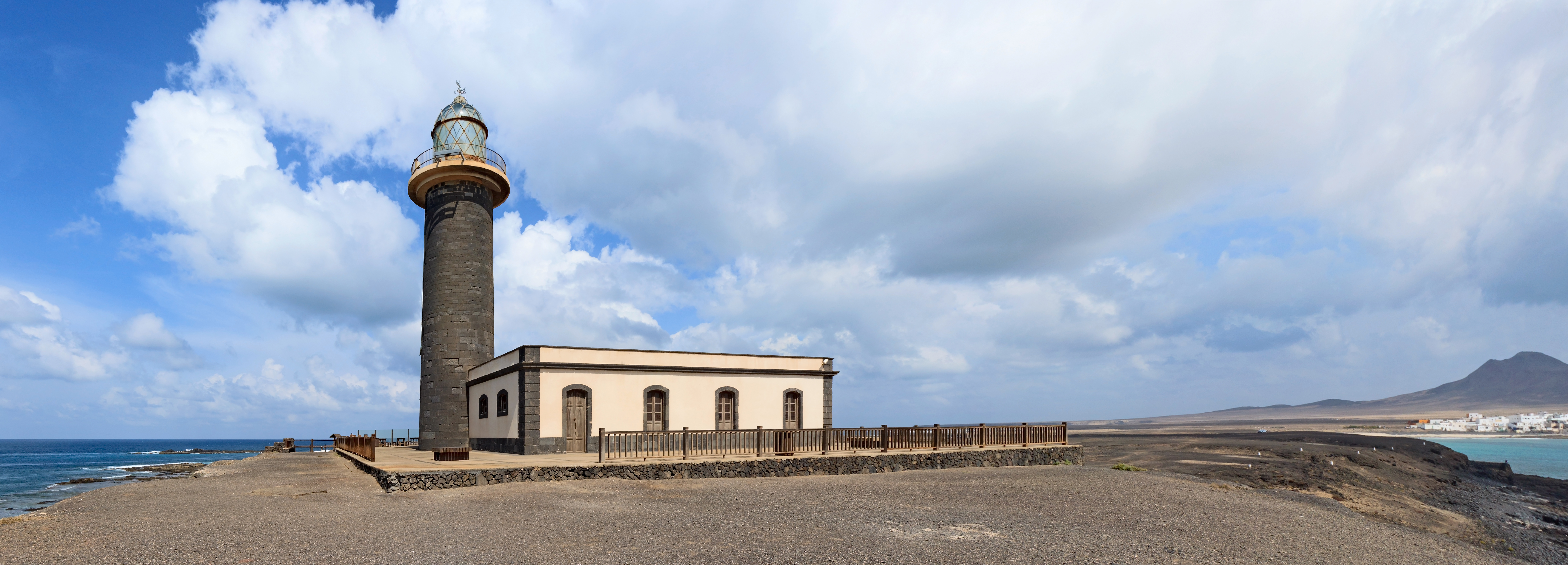
Le phare
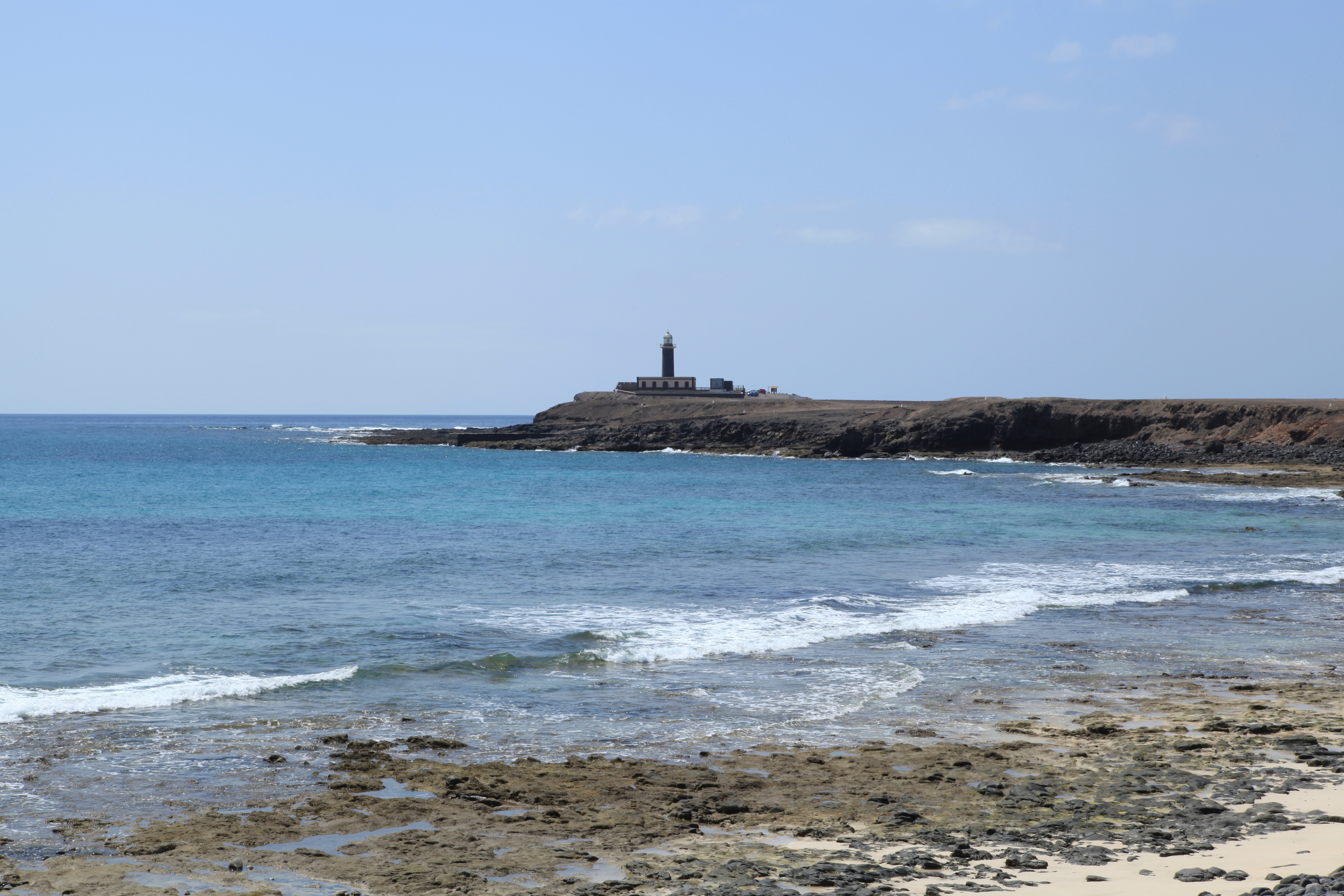
Le phare sur la péninsule de Jandía.
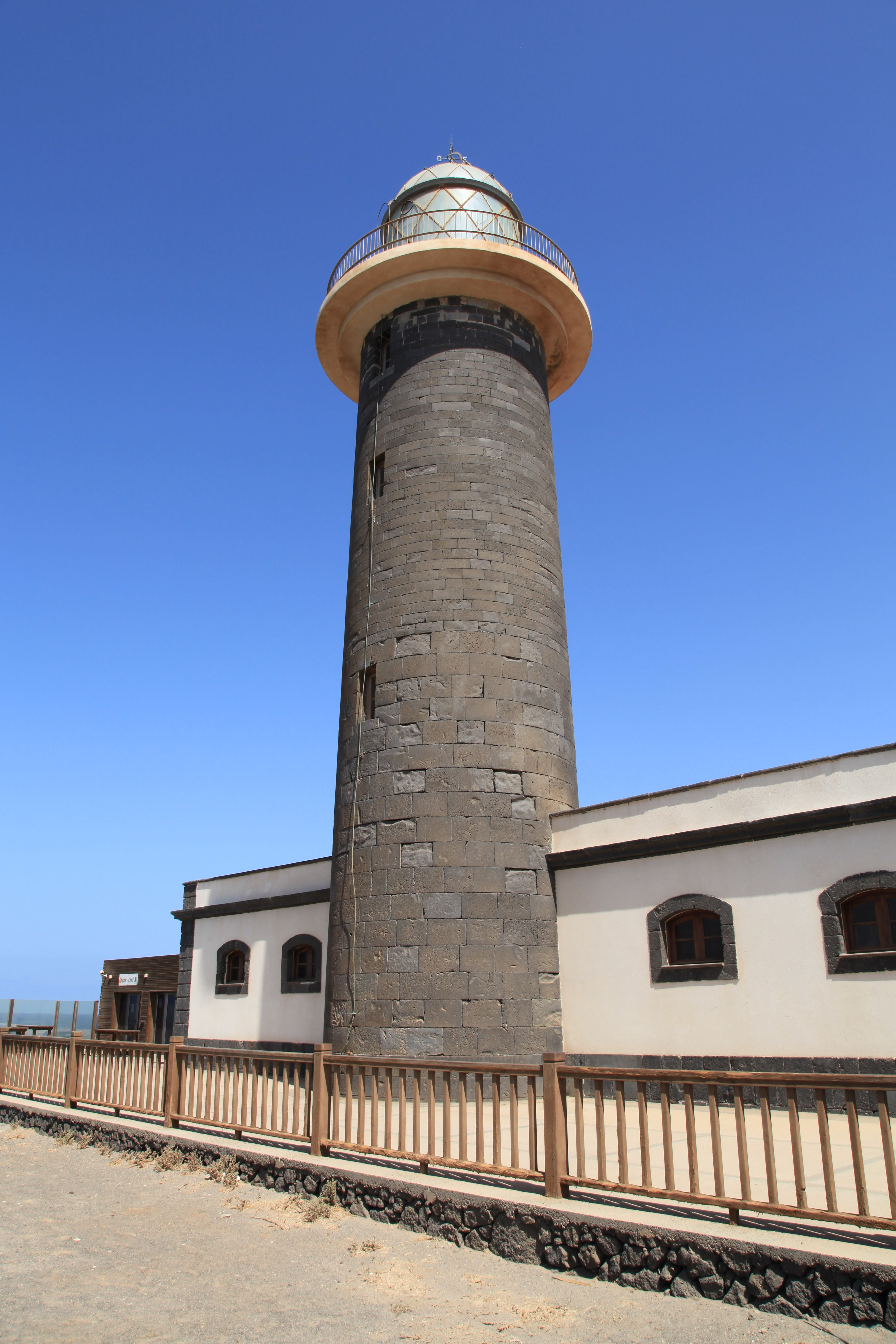
Le phare
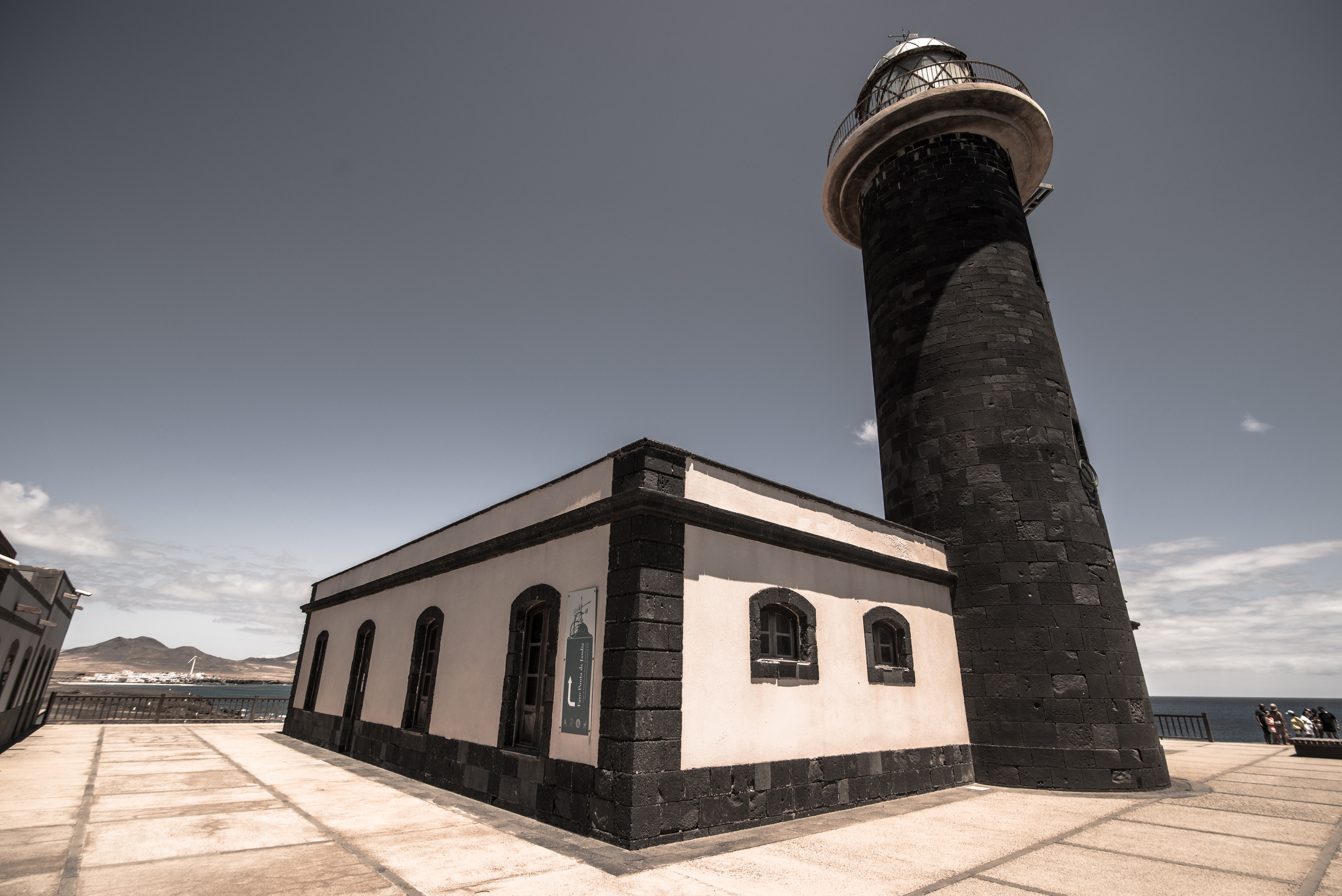
Le phare

### Lien connexe
- Liste des phares des îles Canaries